# هيرويا
هيرويا (باليابانية: HIROYA) هو ملاكم كيك بوكسينغ ياباني، ولد في 6 يناير 1992 في إيكاوا ‏ في اليابان.